# Auras (Drebkau)
Auras, niedersorbisch Huraz, ist ein bewohnter Gemeindeteil von Schorbus, einem Ortsteil der Stadt Drebkau im Landkreis Spree-Neiße (Brandenburg). Auras war bis 1973 eine selbständige Gemeinde.

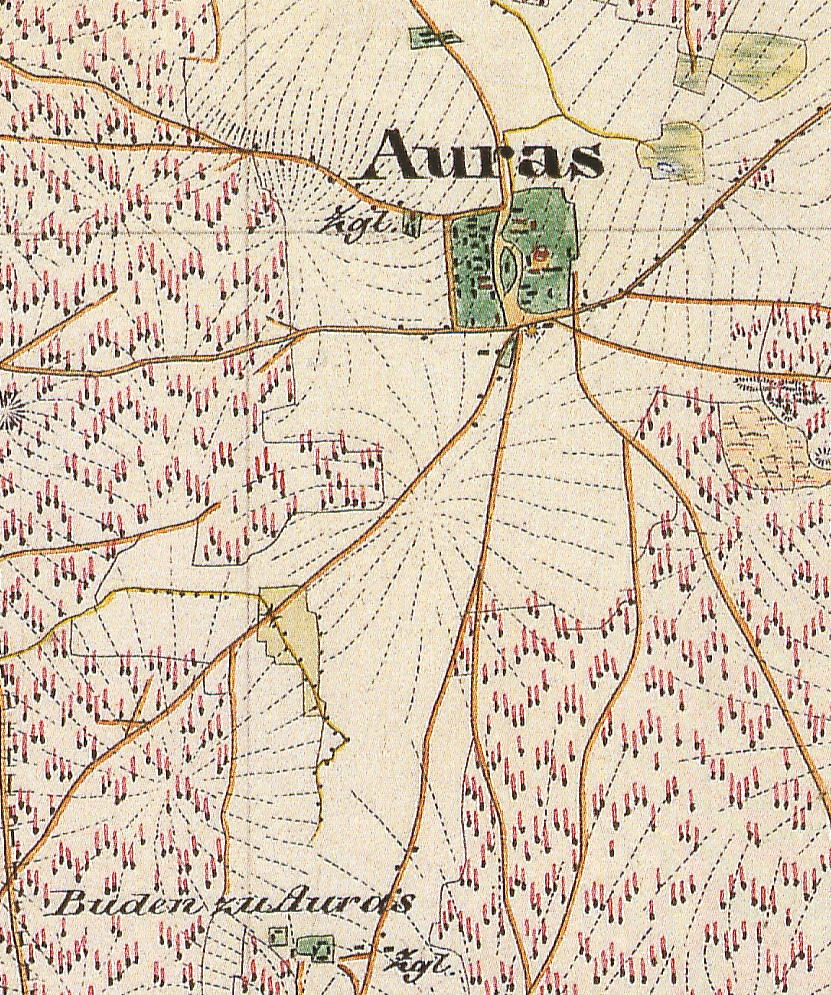
Auras auf dem Urmesstischblatt 4351 Drebkau von 1846

## Geographie
Auras liegt etwa 2,5 Kilometer südsüdöstlich vom Ortskern von Schorbus und etwa vier Kilometer ostnordöstlich von Drebkau. Es liegt auf einer Höhe von 105 m ü. NHN. Der Ort ist von der Bundesstraße 169 über Laubst gut zu erreichen. Die L521 führt von Rehnsdorf kommend durch den Ort hindurch weiter nach Schorbus. Nur etwa 300 Meter nördlich des Ortsrandes liegt der zu Schorbus gehörende Wohnplatz Schorbus Ausbau.
Auras hat keine eigene Gemarkung mehr; sie ist mit Schorbus vereinigt worden (heute Flur 3 der Gemarkung Schorbus). Sie grenzte vor 1929 im Norden an die früher kleinere Gemarkung von Schorbus, im Nordosten an Oelsnig, im Osten an die Gemarkung von Groß Döbbern (Ortsteil der Gemeinde Neuhausen/Spree), im Süden an die Gemarkung von Rehnsdorf, im Westen an die Gemarkung von Löschen und über eine kurze Strecke an die Gemarkung von Leuthen (letztere drei Orte sind Ortsteile der Stadt Drebkau). Die Markungsgrenze zu Rehnsdorf und zu Löschen war bis 1815 auch die Grenze zur sächsischen Niederlausitz.
Auf der früheren Gemarkung gibt es keine natürlichen Fließgewässer, im Norden des Ortskerns berühren zwei Gräben die frühere Gemarkung. Im Ost reicht der Graben am Marienberg an die frühere Gemarkungsgrenze heran. Westlich des Ortskerns liegt ein kleiner Teich.

## Geschichte
Der Ort wird vergleichsweise spät, erst 1455 als Uriß erstmals urkundlich genannt. Nach Eichler bedeutet der Ortsname: Siedlung eines Mannes namens Urad. Nach Lehmann war die Dorfstruktur ein Weiler.
Damals hatte Gertrud Melde das Dorf zum Leibgedinge. Der brandenburgische Kurfürst Friedrich II. („Eisenzahn“) verschrieb in diesem Jahr seinem Koch Jorg Willerstedt Auras mit allem Zubehör, Rechten und Zinsen in der Nuwen Mole zu Mannlehen. Jorg Willerstedt war mit einer namentlich nicht genannten Tochter der Gertrud Melde verheiratet.
1536 war Andreas von Zabeltitz Besitzer von Auras. Zu seinem Besitz gehörten auch Wolkenberg, die Hälfte von Laubsdorf, einen Anteil an Klein Döbbern, einige Hufen in Groß Döbbern und eine Wiese in Döbbrick. Andreas von Zabeltitz ist vor 1548 ohne Leibeserben gestorben. Auras kam an seine Vetter, die Brüder Caspar, Hans und Christoph, die Söhne des Peter von Zabeltitz auf Kahsel. Sie verkauften 1548 Auras und ein Freihaus in Cottbus an ihren Vetter Christoph von Zabeltitz in Hänchen (Ortsteil der Gemeinde Kolkwitz). Christoph von Zabeltitz, der mit Dorothea von Seyffertitz verheiratet war, erhielt noch 1548 die Belehnung mit Auras. 1552 erhielt Dorothea wegen ihres mitgebrachten Ehegeldes in Höhe von 600 Talern die Versicherung mit sämtlichen Gütern ihres Ehemannes. Zu einem unbekannten Zeitpunkt veräußerte Christoph von Zabeltitz Auras an Caspar Burggraf von Dohna allerdings auf Wiederkauf. Er muss das Dorf bald darauf wieder eingelöst haben, denn 1563 erhielt er die Bestätigung seiner Lehen. Christoph von Zabeltitz und Dorothea von Seyffertitz hatten die vier Söhne Christoph, Caspar, Heinrich und Abraham. In der Erbteilung scheint Auras an Heinrich gefallen zu sein, Caspar, der mit Eva von Schönfeld verheiratet war, ist 1582 auf Schorbus nachgewiesen (Altaraufsatz). Heinrich von Zabeltitz war mit Anna von Muschwitz verheiratet. Anscheinend hatte das Paar keine Söhne, sondern nur Töchter. 1593 verkaufte Heinrich das Dorf Auras zusammen mit Schorbus für 8.000 Taler an seinen Schwiegersohn Caspar von Loeben aus dem Hause Kurtschow (Landkreis Crossen (Oder)), der 1597 eine namentlich nicht genannte Tochter Heinrich's geheiratet hatte. Der landesherrliche Konsens datiert vom 11. Mai 1597. Auras hatte damals zwei Rittersitze, wer allerdings auf dem zweiten Rittersitz saß, ist nicht bekannt. Zum Lehn des Caspar von Loeben gehörte nicht nur Äcker, Hufen und Triften, sondern auch das Kirchlehn, eine Mühle (die Neue Mühle von 1455?) und die (damals) wüste Dorfstätte Reinpusch. Caspar von Loeben und seine namentlich nicht genannte Frau von Zabeltitz hatten drei Söhne, Christian, Maximilian und Wolf George, die den väterlichen Besitz erbten. 1634 meldete Christian Kriegsschäden an, die ihm von kaiserlichen Reitern und kroatischen Söldnern zugefügt wurden. Ihm wurden gestohlen, acht Pferde, 26 Zugochsen, 110 Hammel, acht Stück Rindvieh und Getreide im Gesamtwert von 741 Talern. Die Zerstörungen im Dorf bezifferte er auf 271 Taler. Vermutlich waren zwei Bauernhöfe niedergebrannt worden, denn 1635 werden zwei Bauernhöfe als wüst bezeichnet. Damals hatte das Dorf 16 Bauernhufen. Nach dem Regierungsantritt des brandenburgischen Kurfürsten Friedrich Wilhelm waren Adam und Friedrich, „der Verweser“ (?), von Loeben, die Söhne des Friedrich am 22. Oktober 1644 in Küstrin, leisteten dort die „Pflicht“ (Ablegung des Lehneides) für Krieschow, Wiesendorf und Kackrow und erhielten erneut ihre Lehen. Mitbelehnt waren u. a. auch Christian und George Wolff, Caspars sel. Söhne zu Schorbus und Auras (abwesend). 1647 heiratete Wolf George von Loeben auf Schorbus und Auras Anna Margaretha von Kracht; das Ehegeld wurde auf 600 Taler festgesetzt. 1652 übernahm Wolf George die Güter Auras und Schorbus alleine. Er heiratete am 28. Juni 1658 Marie Elisabeth von der Heyde. Sie starb früh und Wolf George ging mit Sibylle Hedwig von Buxdorf eine dritte Ehe ein. Schon 1658 hatte Wolf George Schorbus an Georg von Werdeck verkaufen müssen, konnte aber Auras behaupten. Er starb vor 1678, denn in diesem Jahr heiratete seine Witwe in zweiter Ehe den Georg Ernst von Muschwitz, mit dem sie den Sohn Wolf Nicol von Muschwitz hatte, der später Kemmen (bei Calau) erhielt. Nach dem Tod des Georg Ernst von Muschwitz ging Sibylle Hedwig von Buxdorf noch eine dritte Ehe mit Siegmund von Mosch ein.
Die zwei Söhne des Wolf George d. Ä., Caspar Ernst und Wolf Georg d. J. wurden 1692 mit Auras belehnt. 1694 teilten sie das väterliche Erbe; Wolf Georg übernahm Auras und Oelsnig, Caspar Ernst wurde mit 2.000 Talern in bar abgefunden. Nach dem Wechsel in monu dominate (Tod von Herzog Moritz Wilhelm, Inauguration von Heinrich) leistete er am 1. November 1731 erneut seinen Lehnseid. Sein Bruder Caspar Ernst war noch in die gesamte Hand aufgenommen; er leistete am 28. März 1732 seinen Lehnseid. Wolf George war mit Margarethe Dorothea von Lucke verheiratet, mit der er die Kinder Margarethe Elisabeth (* 1694), Johanna Gottliebe (* 1696), Erdmann Gottlob (* 1697), Wolf Georg (* 1699), Caspar Seyfried (* 1701), Gottlob Ehrenreich (* 1703) und Charlotte Tugendreich (* 1710) hatte. 1733 musste Wolf Georg von Loeben Auras und Oelsnig an Ehrentreich Friedrich von Britzke verkaufen. 1766 kam Auras in die Versteigerung, in der es Caspar Friedrich Krüger erwarb. 1781 erbte seine Schwester, die mit einem Prediger namens Riemann verheiratet war das Rittergut Auras. Sie wurde Witwe und überließ es bis spätestens 1787 ihrer Tochter Anna Margaretha Riemann. Bratring schreibt, dass 1809 das Gut im Besitz des Prediger Krüger von Dissen war. Eickstedt gibt für 1828 einen Major Hoffmeister als Besitzer an. 1828 wurde Auras von einem Meyer erworben. 1840 (oder 1842) ging es an Friederike Korn in Laubst, die auch K. F. Rauer in seiner Matrikelübersicht nennt. 1864 war ein Brandt Besitzer des Rittergutes. Dazu gehörten 3945 Morgen Ackerland und 470 Morgen Forst, insgesamt 896 Morgen. Möglicherweise war er nur Pächter, denn 1851 erhielt der Geheime Regierungsrat von Werdeck einen Schürfschein (auf Braunkohle) für die Gemarkungen Schorbus und Auras. Für 1879 nennt das erstmals amtlich publizierte General-Adressbuch der Rittergutsbesitzer die Ziegler'schen Erben als Besitzer. 1885 war Ernst von Werdeck (1849–1905) Rittergutsbesitzer auf Auras. Er hatte das Gut allerdings an einen Hornung aus Schorbus verpachtet. Das Rittergut Auras hatte damals 92 ha Ackerland und 126 ha Forst. Der Grundsteuerbetrag belief sich auf 1.167 Mark. 1907 und 1910 ist Hans von Einsiedel-Prießnitz (* 1860) auf Auras, und 1914 erscheint Otto Reichelt als Besitzer des Rittergutes Auras. 1923 gehörte das Rittergut Auras der Gutsverwaltung und Verwertungsgesellschaft. Zum Gut gehörten 219 ha Land, davon 135 ha Ackerland und 68 ha Forst. Die Grundsteuer war mit 1.165 Mark veranschlagt. 1929 gehört das Gut dem Otto Pfenning in Pritzen bei Altdöbern, der es jedoch an Otto Bruhn verpachtet hatte.

## Dorfgeschichte
Der Ort bzw. dessen Feldmark war in 16 Hufen eingeteilt. 1635 waren zwei Hufen von 16 Hufen wüst. Es gab sechs Zweihufenhöfe, von denen aber drei Hufenbauern als Gärtner bezeichnet werden. Die zwei Schulzenhufen waren zum Rittergut gezogen worden, zum Vorwerk gehörten zwei weitere Hufen. 1718/19 gehörten zum Gut fünf Hufen, die restlichen 11 Hufen waren noch im Besitz von sieben Bauern. Vier Bauern hatten je zwei Hufe, drei Bauern je eine Hufe. Der Acker wurde jährlich besät. 1783 hatte der Ort 12 Feuerstellen und 85 Einwohner. 1807 gab es nach Bratring ebenfalls 12 Häuser (Feuerstellen) mit 85 Einwohnern. Davon waren vier Ganzbauern, drei Kossäten und ein Radmacher. Es wurden nur noch 13½ Hufen ausgewiesen. Zum Rittergut gehörten 200 Morgen Holz. Für 1820 wurden 13 Feuerstellen genannt und 94 Einwohner. 1840 war die Zahl der Häuser auf 15 gestiegen, die Einwohnerzahl auf 109. Im Urmesstischblatt Nr. 4351 ist westlich des Ortskerns eine Ziegelei verzeichnet. Südlich des Ortskerns und dicht an der südlichen Markungsgrenze ist eine zweite Ziegelei eingezeichnet sowie Buden zu Auras 1861 gehörten zum Gemeindebezirk 796 Morgen, zum Gutsbezirk 879 Morgen. 1864 standen dann schon 19 Häuser in Auras, der Ort hatte 116 Einwohner. Es gab eine Schäferei, drei Ziegeleien und zwei ausgebaute Gehöfte. Als Besitzer der Ziegeleien geben Riehl und Scheu die Gebrüder Rooka und Paulisch an. 1900 hatte der Gemeindebezirk 203 ha, der Gutsbezirk 224 ha.

## Kommunale und politische Zugehörigkeit
Der Ort liegt in der Niederlausitz und gehörte zur Herrschaft Cottbus, die 1445 (Hälfte des Reinhard von Cottbus) und 1455 (Hälfte des Luther von Cottbus) an Brandenburg gelangte. 1494 wurden die Herrschaften Cottbus und Peitz der Neumark angegliedert. In der Zeit der Teilung der Mark Brandenburg (1535–1571) unter Joachim II. und Johann von Küstrin, gehörten die beiden Herrschaften zum Teilfürstentum Brandenburg-Küstrin. Aus den beiden Herrschaften bildete sich in der früheren Neuzeit zunächst der Beritt Cottbus, später der Cottbusische Kreis heraus. 1806 mussten die Herrschaften Cottbus und Peitz durch den Frieden von Tilsit bzw. Frieden von Posen an das Königreich Sachsen abgetreten werden.
1813 kamen sie wieder zu Preußen, 1815 auch die Niederlausitz, die Sachsen an Preußen abtreten musste. In der Kreisreform von 1816/7 wurde der neue Cottbuser Kreis gebildet (später Landkreis Cottbus genannt) dem die früheren niederlausitzischen Enklaven in den Herrschaften Cottbus und Peitz einverleibt wurden. Dafür gingen einige Exklaven an benachbarte Kreise verloren. Zum 1. Januar 1929 war Oelsnig nach Auras eingegliedert worden. Bei der Kreis- und Bezirksreform in der DDR 1950/52 verblieb Auras beim Landkreis Cottbus bzw. kam zum neuen Kreis Cottbus (ab 1954 Kreis Cottbus-Land) im Bezirk Cottbus. Zum 10. Januar 1973 wurde Auras nach Schorbus eingegliedert und war seither ein Ortsteil dieser Gemeinde.
1992 schloss sich Schorbus (einschließlich seinen Ortsteilen Auras und Oelsnig) mit sieben anderen Gemeinden und der Stadt Drebkau zum Amt Drebkau zusammen. Das Amt Drebkau kam in der Kreisreform von 1993 im Land Brandenburg zum Landkreis Spree-Neiße. 2001 wurde das Amt Drebkau aufgelöst und die amtsangehörigen Gemeinden in die Stadt Drebkau eingegliedert. Seither ist Schorbus ein Ortsteil der Stadt Drebkau und Auras ein Gemeindeteil von Schorbus ohne eigene kommunale Vertretung.

## Kirchliche Zugehörigkeit
Auras hat und hatte auch in der Vergangenheit keine Kirche, sondern war nach Schorbus eingekircht. Schorbus bildet seit dem 1. April 2002 zusammen mit Leuthen, Laubst und Illmersdorf die Kirchengemeinde Leuthen-Schorbus im Evangelischen Kirchenkreis Cottbus.

## Bevölkerung
| Einwohnerentwicklung in Auras von 1783 bis 1971 | Einwohnerentwicklung in Auras von 1783 bis 1971 | Einwohnerentwicklung in Auras von 1783 bis 1971 | Einwohnerentwicklung in Auras von 1783 bis 1971 | Einwohnerentwicklung in Auras von 1783 bis 1971 | Einwohnerentwicklung in Auras von 1783 bis 1971 | Einwohnerentwicklung in Auras von 1783 bis 1971 | Einwohnerentwicklung in Auras von 1783 bis 1971 | Einwohnerentwicklung in Auras von 1783 bis 1971 | Einwohnerentwicklung in Auras von 1783 bis 1971 | Einwohnerentwicklung in Auras von 1783 bis 1971 | Einwohnerentwicklung in Auras von 1783 bis 1971 | Einwohnerentwicklung in Auras von 1783 bis 1971 | Einwohnerentwicklung in Auras von 1783 bis 1971 | Einwohnerentwicklung in Auras von 1783 bis 1971 |
| ----------------------------------------------- | ----------------------------------------------- | ----------------------------------------------- | ----------------------------------------------- | ----------------------------------------------- | ----------------------------------------------- | ----------------------------------------------- | ----------------------------------------------- | ----------------------------------------------- | ----------------------------------------------- | ----------------------------------------------- | ----------------------------------------------- | ----------------------------------------------- | ----------------------------------------------- | ----------------------------------------------- |
| Jahr                                            | 1783                                            | 1807                                            | 1818                                            | 1846                                            | 1871                                            | 1890                                            | 1900                                            | 1925                                            | 1939                                            | 1946                                            | 1950                                            | 1964                                            | 1971                                            |                                                 |
| Einwohner                                       | 85                                              | 85                                              | 94                                              | 103                                             | 111                                             | 117                                             | 110                                             | 126                                             | 154                                             | 279                                             | 248                                             | 185                                             | 168                                             |                                                 |

Für seine Statistik über die sorbische Bevölkerung in der Lausitz ermittelte Arnošt Muka in den achtziger Jahren des 19. Jahrhunderts für Auras eine Bevölkerungszahl von 121 Einwohnern, von denen alle Sorben waren.

## Wirtschaft und Freizeit
Im südlichen Teil der früheren Gemarkung von Auras wurden 2005 einige Windkraftanlagen errichtet, die unter den Einwohnern von Auras und der Stadtverwaltung von Drebkau für einigen Ärger sorgten, da der Landkreis anscheinend ohne Abstimmung mit der Stadt Drebkau seine Zustimmung zum Bau der Anlagen gegeben hatte.
In Auras ist ein kleines Handwerksunternehmen ansässig, das aus Europaletten Möbel anfertigt. Weiter ist zu nennen ein Ingenieurbüro für Bauwesen. Der Auraser Hof, ein alter Vierseithof, bietet Übernachtungsmöglichkeiten und Leben auf dem Lande und mit der Natur.